# کاروانسرای زین‌آباد
کاروانسرای زین‌آباد مربوط به دوره صفوی - دوره قاجار است و در شهرستان بجستان، روستای زین‌آباد واقع شده و این اثر در تاریخ ۵ آذر ۱۳۸۰ با شمارهٔ ثبت ۴۴۹۹ به‌عنوان یکی از آثار ملی ایران به ثبت رسیده است.